# Bennett, Iowa
Bennett är en ort i Cedar County i Iowa. Vid 2010 års folkräkning hade Bennett 405 invånare.